# 秋田寅之介

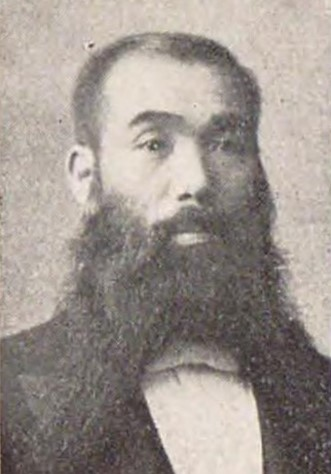
秋田寅之介

秋田 寅之介（あきた とらのすけ、旧姓・秋富、1875年〈明治8年〉4月1日 - 1953年〈昭和28年〉9月11日）は、日本の政治家（衆議院議員、下関市会議員・同議長）、資産家、実業家。秋田商会社長。族籍は山口県平民。

## 経歴
山口県厚狭郡藤山村（現・宇部市）生まれ。秋富傳五郎の二男。秋富久太郎の弟。11歳の時叔父の許に小僧となり追い使われるが、忠実に働いて僅かな暇にも『立志伝』を読む。
1893年、19歳で先代松次郎の養子となる。1917年、家督を相続する。家業の海運業に従事する傍ら、海陸産物の売買にも事業を拡げる。日清戦争中には食糧・雑貨などを朝鮮、満州方面へ輸送し、戦後は台湾へ木材や食糧を販売して大きな利益を得る。
1901年、下関材木業発展のため彦島海岸に倉庫を新築する。日露戦中の1905年には従来の家業（柏長廻漕部）の業務とは別に木材・食糧販売を主体とする秋田商会を創立し、その社長となって木材売買運送及び海外貿易の事業に従事する。満鮮、支那、台湾等に商取引をなす。
秋田商会、満龍鉱業、青島製粉、関門商事、関門ビルブローカー、馬関毎日新聞、日満商事、南海金山、朝鮮鉱山各社長、秋富商事、対馬銀行各取締役、東洋木材相談役等を務めた。
1917年、第13回衆議院議員総選挙に長崎県から出馬し、衆議院議員に当選。立憲政友会に所属。

## 人物
業務の傍ら公共事業に尽くす。また『新代議士名鑑』によると「彼が今日地位を占めたのは全く忍耐と努力の結晶である」という。
趣味は書画、囲碁。宗教は仏教。住所は山口県下関市東南部町（現・南部町）。

## 栄典
- 1928年10月18日 - 紺綬褒章[13]
  - 1928年7月、山口県厚狭郡藤山村道路敷地として土地4段3畝1歩余を寄付する[13]。

## 家族・親族
秋田家
- 養父・松次郎（1855年 - ?、回漕業及旅館兼委託物品問屋[14]、山口県多額納税者）
- 養母・ツル（1860年 - ?）[3]
- 妻・コト（1877年 - ?、養父・松次郎の長女[2]、秋田商会無限責任社員[7]）
- 養子・三一（1895年 - 1987年、旧姓・武光、材木商海運貿易鉱業、貴族院議員、山口県多額納税者[6][7]） - 住所は兵庫県芦屋市平田町。
- 長女・梅子[2]（1899年 - ?、秋田三一の妻[7]）

親戚
- 兄・秋富久太郎（秋田商会木材社長）[15]